# Sadop
Der Sadop ist ein Dolch aus Borneo.

## Beschreibung
Der Sadop hat eine gerade oder gebogene, zweischneidige, kurze Klinge. Die Klinge ist blattförmig und wird vom Heft zum Ort schmaler. Die Klinge hat oft einen Mittelgrat, der vom Heft bis zum Ort verläuft. Das Heft besteht in der Regel aus Holz. Es ist rund und am Knauf gespalten oder wie eine Kugel geformt und mit Schnitzereien À jour verziert. Die Scheiden bestehen aus Holz und sind oft mit Metallbändern versehen, die zur Stabilisierung dienen. Der Sadop wird von Ethnien aus Borneo benutzt.